# Tournoi d'ouverture du championnat de Colombie de football 2019
Navigation
Tournoi précédent Tournoi suivant
Le tournoi d'ouverture de la saison 2019 du Championnat de Colombie de football est le premier tournoi de la soixante-douzième édition du championnat de première division professionnelle en Colombie. Les vingt meilleures équipes du pays disputent le championnat semestriel qui se déroule en trois phases :
- lors de la phase régulière, les équipes s'affrontent une fois plus une rencontre face à une formation du même secteur géographique.
- la deuxième phase est un tournoi avec deux poules de quatre équipes, y participent les huit premiers de la phase régulière. Les deux premiers sont tête de série d'une poule, les autres équipes sont tirées au sort. Les équipes se rencontrent en match aller et retour.
- La finale, oppose les deux vainqueurs des poules de la deuxième phase, le vainqueur est sacré champion de Colombie.

Le champion du tournoi d'ouverture est qualifié pour la Copa Libertadores 2020

## Les clubs participants
- Club Independiente Santa Fe
- CD Los Millonarios
- Envigado FC
- Deportes Tolima
- Once Caldas
- Independiente Medellin
- América de Cali
- Rionegro Águilas
- Jaguares de Córdoba Fútbol Club
- Asociación Deportiva Unión Magdalena - Promu de Torneo Aguila
- Atlético Nacional
- Atlético Huila
- Patriotas FC
- Alianza Petrolera
- Deportivo Pasto
- Cúcuta Deportivo - Promu de Torneo Aguila
- Atlético Bucaramanga
- Deportivo Cali
- Atlético Junior
- CD La Equidad

## Compétition
Le barème utilisé pour établir l'ensemble des classements est le suivant :
- Victoire : 3 points
- Match nul : 1 point
- Défaite : 0 point

### Phase régulière

#### Classement
| Rang | Équipe                                | Pts | J  | G  | N  | P  | Bp | Bc | Diff |
| ---- | ------------------------------------- | --- | -- | -- | -- | -- | -- | -- | ---- |
| 1    | CD Los Millonarios                    | 39  | 20 | 11 | 6  | 3  | 30 | 15 | +15  |
| 2    | Deportivo Cali                        | 33  | 20 | 9  | 6  | 5  | 22 | 17 | +5   |
| 3    | Deportes Tolima                       | 32  | 20 | 9  | 5  | 6  | 27 | 16 | +11  |
| 4    | América de Cali                       | 32  | 20 | 9  | 5  | 6  | 26 | 20 | +6   |
| 5    | Atlético Nacional                     | 31  | 20 | 8  | 7  | 5  | 24 | 19 | +5   |
| 6    | Deportivo Pasto                       | 31  | 20 | 8  | 7  | 5  | 19 | 14 | +5   |
| 7    | Atlético JuniorT                      | 30  | 20 | 6  | 12 | 2  | 24 | 18 | +6   |
| 8    | Asociación Deportiva Unión MagdalenaP | 30  | 20 | 8  | 6  | 6  | 24 | 24 | 0    |
| 9    | Independiente Medellín                | 28  | 20 | 7  | 7  | 6  | 30 | 24 | +6   |
| 10   | Once Caldas                           | 28  | 20 | 8  | 4  | 8  | 20 | 16 | +4   |
| 11   | Cúcuta DeportivoP                     | 28  | 20 | 8  | 4  | 9  | 25 | 27 | -2   |
| 12   | Patriotas FC                          | 27  | 20 | 7  | 6  | 7  | 20 | 31 | -11  |
| 13   | Envigado FC                           | 24  | 20 | 5  | 9  | 6  | 22 | 20 | +2   |
| 14   | Alianza Petrolera                     | 23  | 20 | 5  | 8  | 7  | 17 | 19 | -2   |
| 15   | Jaguares de Córdoba Fútbol Club       | 23  | 20 | 5  | 8  | 7  | 20 | 27 | -7   |
| 16   | CD La Equidad                         | 22  | 20 | 4  | 10 | 6  | 21 | 22 | -1   |
| 17   | Atlético Bucaramanga                  | 21  | 20 | 5  | 6  | 9  | 17 | 26 | -9   |
| 18   | Atlético Huila                        | 19  | 20 | 4  | 7  | 9  | 19 | 32 | -13  |
| 19   | Rionegro Águilas                      | 16  | 20 | 3  | 7  | 10 | 17 | 30 | -13  |
| 20   | Club Independiente Santa Fe           | 14  | 20 | 1  | 11 | 8  | 17 | 24 | -7   |

|  | Qualification pour la deuxième phase |
|  | T : Tenant du titre P : Promu de D2  |

### Deuxième phase
| Rang | Équipe                                | Pts | J | G | N | P | Bp | Bc | Diff |
| ---- | ------------------------------------- | --- | - | - | - | - | -- | -- | ---- |
| 1    | Deportivo Pasto                       | 13  | 6 | 4 | 1 | 1 | 11 | 3  | +8   |
| 2    | CD Los Millonarios                    | 11  | 6 | 3 | 2 | 1 | 7  | 5  | +2   |
| 3    | América de Cali                       | 9   | 6 | 3 | 0 | 3 | 9  | 7  | +2   |
| 4    | Asociación Deportiva Unión MagdalenaP | 1   | 6 | 0 | 1 | 5 | 2  | 14 | -12  |

| Rang | Équipe            | Pts | J | G | N | P | Bp | Bc | Diff |
| ---- | ----------------- | --- | - | - | - | - | -- | -- | ---- |
| 1    | Atlético JuniorT  | 12  | 6 | 3 | 3 | 0 | 9  | 5  | +4   |
| 2    | Deportes Tolima   | 12  | 6 | 3 | 3 | 0 | 9  | 6  | +3   |
| 3    | Deportivo Cali    | 4   | 6 | 1 | 1 | 4 | 6  | 9  | -3   |
| 4    | Atlético Nacional | 4   | 6 | 1 | 1 | 4 | 6  | 10 | -4   |

### Finale
| Équipe 1        | Résultat             | Équipe 2        | Aller | Retour |
| --------------- | -------------------- | --------------- | ----- | ------ |
| Atlético Junior | 1-1 (5-4) (t. a. b.) | Deportivo Pasto | 1-0   | 0-1    |

- Atlético Junior remporte son neuvième titre de Champion de Colombie.

## Bilan de la saison
| Championnat de Colombie de football 2019 |                            |
| Champion                                 | Atlético Junior (9e titre) |
| Qualifications continentales             |                            |
| Copa Libertadores 2020                   | Atlético Junior            |
| Promotions et relégations                |                            |
| Promus en Primera A                      | aucun                      |
| Relégués en Primera B                    | aucun                      |